# Margaret Tucker
Margaret (Lilardia) Elizabeth Tucker (* 18. März 1904; † 23. August 1996) war eine politische Aktivistin der Aborigines. Lilardia war ihr Aborigine-Name. Über sie wurde die erste Autobiografie einer Frau der Aborigines herausgebracht. Ferner wurde sie mit einem hohen Orden ausgezeichnet.
Margaret Tucker wurde in der Warrangesda Mission geboren und verbrachte ihre Kindheit in der Cummeragunja-Mission und Moonaculla Mission in New South Wales. Ihr Vater war William Clements, ein Wiradjuri, und ihre Mutter Teresa eine Yulupna. Im Alter von 13 Jahren wurde Tucker ihrer Mutter weggenommen und nach Cootamundra in ein Heim gebracht.
In den 1930er Jahren beteiligte sie sich an den Kampagnen für die Rechte der Aborigines mit William Cooper, Bill und Eric Onus und Doug Nicholls. 1932 war sie Mitbegründerin der Australian Aborigines League und war am 26. Januar 1938 an der Vorbereitung und Durchführung des Day of Mourning beteiligt, der 1940 auch zu einem nationalen Feiertag wurde. Im Jahre 1939 organisierte sie Konzerte für die Streikenden von Cumeroogunga und wurde deshalb the black Communist genannt.
Tucker gründete den United Council of Aboriginal and Islander Women in den 1960er Jahren. Sie war des Weiteren die erste Aboriginefrau, die 1965 in den Aborigines Welfare Board in Victoria und in das Ministry of Aboriginal Affairs im Jahre 1968 berufen wurde.
Am 1. Januar 1968 erhielt sie einen hohen Orden, den Member of the Order of the British Empire (Civil), für ihre Verdienste an der Gemeinde der Aborigines.
Margaret Tuckers im Jahre 1977 veröffentlichte Biografie If Everyone Cared war die erste Autobiografie, die über eine Aboriginefrau verlegt wurde.

## Einzelnachweis
1. ↑  The Black Communist: The Contested Memory of Margaret Tucker (Memento vom 27. Februar 2016 im Internet Archive)

| Personendaten    | Personendaten                        |
| ---------------- | ------------------------------------ |
| NAME             | Tucker, Margaret                     |
| ALTERNATIVNAMEN  | Tucker, Margaret Elizabeth; Lilardia |
| KURZBESCHREIBUNG | politische Aktivistin der Aborigines |
| GEBURTSDATUM     | 18. März 1904                        |
| STERBEDATUM      | 23. August 1996                      |